# Новица (гмина Усьце-Горлицке)
Нови́ца (пол.  Nowica, русин. Новиця) — село в Польше, находящееся на территории гмины Усце-Горлицке Горлицкого повята Малопольского воеводства.

## География
Село располагается в 5 км от села Усце-Горлицке, в 12 км от Горлице и в 106 км от Кракова.

## История
Село было основано в начале XVI века польским рыцарским родом Гладыш.
До конца Второй мировой войны в селе проживали лемки. После войны в окрестностях села действовал военный отряд УПА. В 1946—1947 годах большинство жителей села были переселены во время операции «Висла» на западные территории Польши.
Жители Новицы и соседнего села Пшислуп занимаются кустарным производством деревянных сувенирных ложек.

## Достопримечательности
- Церковь святой Параскевы — грекокатолический храм;
- Часовня успения Пресвятой Девы Марии;
- Памятник украинскому поэту Богдану-Игорю Антоничу.

## Известные жители и уроженцы
- Богдан-Игорь Антонич (1909—1937) — украинский поэт.